# Papilio diophantus
Papilio diophantus är en fjärilsart som beskrevs av Grose-smith 1882. Papilio diophantus ingår i släktet Papilio och familjen riddarfjärilar. Inga underarter finns listade i Catalogue of Life.

## Bildgalleri

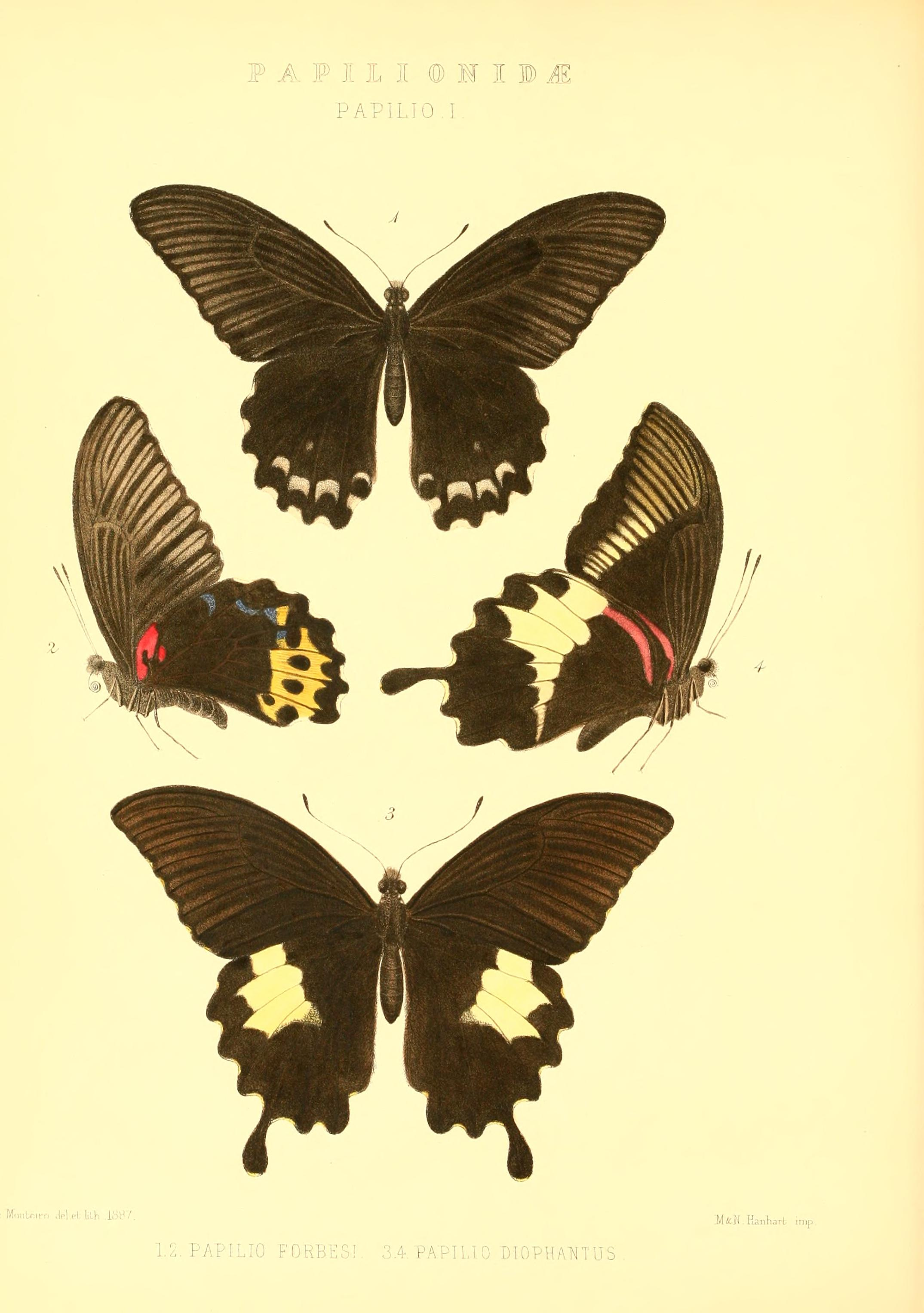